# Njallajaure (Sorsele socken, Lappland)
Njallajaure är en sjö i Sorsele kommun i Lappland och ingår i Umeälvens huvudavrinningsområde. Sjön har en area på 0,192 kvadratkilometer och ligger 926,4 meter över havet. Njallajaure ligger i Vindelfjällen Natura 2000-område.

## Delavrinningsområde
Njallajaure ingår i det delavrinningsområde (730882-151117) som SMHI kallar för Inloppet i Aivakjaure. Medelhöjden är 956 meter över havet och ytan är 21,58 kvadratkilometer. Räknas de 3 avrinningsområdena uppströms in blir den ackumulerade arean 31,98 kvadratkilometer. Äivisjukke som avvattnar avrinningsområdet har biflödesordning 3, vilket innebär att vattnet flödar genom totalt 3 vattendrag innan det når havet efter 369 kilometer. Avrinningsområdet består mestadels av kalfjäll (98 procent). Avrinningsområdet har 0,33 kvadratkilometer vattenytor vilket ger det en sjöprocent på 1,5 procent.